# Judy Parker
Judy Parker, född 14 september 1938 i Michigan, död 14 september 2017 i Nashville, Tennessee, var en skivproducent. Hon var med och skrev The Four Seasons LP Who Loves You och "December, 1963 (Oh, What a Night)" med sin make, låtskrivaren Bob Gaudio (en av de ursprungliga Four Seasons), som producerade albumen.

### Webbkällor
- ”Entertainment Industry Mourns The Death Of Judy Parker Gaudio, Songwriter-Actress”. PR Newswire. 19 september 2017. https://www.prnewswire.com/news-releases/entertainment-industry-mourns-the-death-of-judy-parker-gaudio-songwriter-actress-300521895.html. Läst 10 februari 2023.